# 匍枝柴胡
匍枝柴胡（学名：Bupleurum dalhousieanum）为伞形科柴胡属的植物。分布在印度以及中国大陆的西藏、云南等地，生长于海拔3,800米至4,150米的地区，多生在山顶岩石坡上，目前尚未由人工引种栽培。